# Akhnūr
Akhnūr är en ort i Indien.   Den ligger i distriktet Jammu och unionsterritoriet Jammu och Kashmir, i den norra delen av landet, 500 km nordväst om huvudstaden New Delhi. Akhnūr ligger 312 meter över havet och antalet invånare är 12 802.
Terrängen runt Akhnūr är platt åt sydväst, men åt nordost är den kuperad. Runt Akhnūr är det tätbefolkat, med 762 invånare per kvadratkilometer. Närmaste större samhälle är Jammu, 19,3 km sydost om Akhnūr. Trakten runt Akhnūr består till största delen av jordbruksmark.